# Branimir Altgayer
Branimir Altgayer (Przekopane, Galicija, 8. studenog 1897. - Zagreb, 15. svibnja 1950.), njemački političar i vojnik, časnik u vojskama Austro-Ugarske, Kraljevine Jugoslavije i Nacističke Njemačke, vođa Volksdeutschera u Kraljevini Jugoslaviji i Nezavisnoj Državi Hrvatskoj.

## Životopis
Kao sin časnika Austro-ugarske vojske rođen je u Galiciji ali odrastao u Slavoniji. Nakon gimnazije u Osijeku i Zemunu završio je austro-ugarsku Konjičku kadetsku školu u Moravskoj Beloj Crkvi. Služio je kao časnik u Austro-ugarskoj vojsci od 1915. do kraja Prvog svjetskog rata. Pristupio je vojsci Kraljevine SHS u kojoj je imao čin kapetana. 1922. napustio je vojsku te se zaposlio u civilnim službama te ponovno u vojsci 1924. – 1927. Bio je vrlo aktivan u političkom i kulturnom životu njemačke manjine. Istaknuti je predstavnik tzv. Obnoviteljskog pokreta (radikalne struje) u njemačkom manjinskom udruženju Kulturbund u kojem je 1939. postao pokrajinski vođa za Slavoniju. Početkom 1939. napušta Jugoslavensku radikalnu zajednicu, čiji je gradski viječnik bio u Osijeku, te pristupio Hrvatskoj seljačkoj stranci. Nakon uspostave Nezavisne Države Hrvatske imenovan je 14. travnja 1941. vođom Njemačke narodne skupine (Volksgruppenführer), državnim ravnateljem pri Predsjedništvu Vlade Nezavisne Države Hrvatske imenovan je 5. studenog 1941. a dan kasnije Heinrich Himmler mu daje čin SS-ovog hauptsturmführera (satnika). Bio je jedan od utemeljitelja Vojnice njemačke narodne skupine. 1942. izabran je za jednog od dva zastupnika njemačke manjine u Hrvatskom državnom saboru. Od 11. siječnja 1943. državni je tajnik pri Predsjedništvu vlade NDH te mu je Ante Pavelić dao čin pričuvnog pukovnika Ustaške vojnice i naslov viteza. Kratko je sredinom 1943. boravio na istočnom bojištu. Nakon povratka u kolovozu 1943. proglasio je opću mobilizaciju Nijemaca u NDH. 9. studenog 1943. promaknut je u SS-ovog sturmbannführera (bojnika). 1944. počeo je organizirati iseljavanje Nijemaca iz Hrvatske u Njemačku. Nakon rata pobjegao je u Austriju ali su ga zarobili Britanci i izručili vlastima komunističke Jugoslavije. Vojni sud u Zagrebu ga je 1950. osudio na smrt.